# William Campbell (general)
Brigadni general William Campbell (okoli 1745 – 22. avgust 1781) je bil ameriški vojaški častnik, kmet in politik. Bil je eden od trinajstih podpisnikov najzgodnejše izjave o oboroženem odporu proti britanski kroni v trinajstih kolonijah, Fincastle Resolutions. Campbell je zastopal relativno novo okrožje Washington v Virginijski hiši delegatov. Kot častnik milice med ameriško revolucionarno vojno je bil lojalistom znan kot "krvavi tiran okrožja Washington", patriotom pa je bil znan po svojem vodenju v bitki pri Kings Mountainu in bitki pri Guilford Courthouseu.

## Zgodnje življenje in izobraževanje
Rodil se je v takrat obsežnem okrožju Augusta v Virginiji, nekdanji Margaret Buchanan in njenemu možu kmetu, Charlesu Campbellu (umrl 1767). Škotskega porekla, bil je krščen v prezbiterijanski cerkvi Tinkling Spring 1. septembra 1745. Izobraževali so ga zasebni učitelji in nato na Augusta Academy (predhodnica Washington and Lee University), postal je znan po svoji vljudnosti, pa tudi po ognjevitem temperamentu. Imel je bratranca in svaka, Arthurja Campbella, ki je prav tako služil v konvenciji leta 1776.

## Kmet
Po očetovi smrti je Campbell podedoval veliko posestvo v jugozahodni Virginiji, kamor je štiri leta kasneje preselil svojo mater in sestre. Ustanovil je plantažo, imenovano "Aspenvale", približno 20 mi (32,2 km) od tistega, kar je kasneje pomagal ustanoviti kot Abingdon, v tistem in kar je pol stoletja po njegovi smrti postalo okrožje Smythe v Virginiji.

## Državljanski in vojaški vodja
V njegovem življenju je bilo okrožje Augusta v Virginiji razdeljeno in leta 1770 je bilo ustanovljeno okrožje Botetourt, nato pa leta 1772 okrožje Fincastle v Virginiji. Campbell je bil eden od mirovnih sodnikov ob organizaciji okrožja Fincastle leta 1773, naslednje leto pa je bil stotnik ene od enot milice okrožja. Leta 1775 je bil Campbell eden od trinajstih podpisnikov Fincastle Resolutions, najzgodnejše izjave o oboroženem odporu proti britanski kroni v trinajstih kolonijah, ki je predlagala neodvisnost od Kraljevine Velike Britanije, če vlada ne bi zaščitila kolonistov pred napadi. Campbell je leta 1775 postal stotnik prvega polka rednih čet, ustanovljenih v Virginiji.
Leta 1776 je bilo okrožje Fincastle ukinjeno ob ustanovitvi okrožij Montgomery, Washington in Kentucky v Virginiji. Campbell je postal mirovni sodnik za okrožje Washington, pa tudi eden od njegovih vodij milice. Vendar pa ga je izpostavljenost njegove družine napadom domorodcev pripeljala do odstopa od njegovega položaja in vrnitve v okrožje Washington, kjer je postal prvi podpolkovnik lokalne milice, nato pa je nasledil Evana Shelbyja kot polkovnik. Volivci okrožja Washington so Campbella dvakrat izvolili za enega od svojih predstavnikov v Virginijski hiši delegatov: leta 1780 in ponovno leta 1781 (leto, ko je umrl).
Kot vodja milice ameriške revolucionarne vojne je Campbell postal znan po ostrem ravnanju z lojalisti. Poročali so, da je usmrtil vsaj enega lojalista, morda pa tudi ducat, kar je privedlo do tega, da so ga označili za "krvavega tirana okrožja Washington".
Leta 1780 je bil povišan v polkovnika in je svojo milico popeljal do zmage v bitki pri Kings Mountainu, kjer je napadel sovražnika, medtem ko je svojim možem govoril, naj "kričijo kot hudiči in se borijo kot demoni!". Nato je sodeloval s četami kontinentalne vojske pri nasprotovanju britanski invaziji na Virginijo, saj je nudil podporo v bitki pri Guilford Courthousu. Virginijska skupščina ga je leta 1781 imenovala za brigadnega generala (isti čin kot general LaFayette), poleg tega pa so mu izglasovali konja, meč in pištole. Vendar pa je kmalu zatem, v zadnjih dneh konflikta, umrl med kampanjo v Tidewater Virginiji.

## Osebno življenje
2. aprila 1776 je Campbell odpotoval v okrožje Hanover v Virginiji, kjer se je poročil z Elizabeth Henry, sestro virginijskega guvernerja Patricka Henryja, ki jo je morda spoznal med svojo zakonodajno službo. Imela sta dva otroka: Sarah Buchanan Campbell in Charlesa Henryja Campbella.

### Solni lizalnik (Salt Lick)
Zemljišče, kjer so se naselili Campbellovi, se je imenovalo "Solni lizalnik (Salt Lick)" zaradi številnih nahajališč soli na tem območju. Soline, ki so bile tam sčasoma ustanovljene, so postale pomemben vir dohodka za družino, prav tako pa so igrale pomembno vlogo pri oskrbi s soljo za Konfederacijo med ameriško državljansko vojno. Območje je bilo raziskano leta 1748, ko je James Patton (virginijski kolonist) vstopil na območje z odpravo več mož, vključno z nekim Charlesom Campbellom. Po smrti Williama Campbella je Generalna skupščina Virginije podelila 5.000 akrov (en aker je enak 0,40468 ha) njegovemu mlademu sinu, Charlesu Henryju Campbellu, v znak priznanja za očetovo izjemno službo.

## Pokop in zapuščina
William Campbell je umrl, verjetno zaradi srčnega napada, na plantaži "Rocky Mills" v okrožju Hanover v Virginiji, v rezidenci polbrata njegove žene, kamor so ga odpeljali, potem ko je julija in avgusta 1781 med kampanjo v vzhodni Virginiji dobil vročino in bolečine v prsih. Leta 1832 so njegove posmrtne ostanke ponovno pokopali na pokopališču Aspenvale (blizu današnjega Mariona v Virginiji, okrožje Smyth v Virginiji), poleg njegove vdove, Elizabeth Campbell "Madam" Russell. Ponovno se je poročila z Williamom Russellom (Virginia), članom konvencije iz leta 1776, in se zapletla v spor med Russellom in bratrancem njenega prvega moža, Arthurjem Campbellom, prav tako članom konvencije iz leta 17776. Pokopališče je zgodovinski mejnik Virginije, saj so tam pokopani vojaki iz šestih različnih vojn.
Okrožje Campbell v Virginiji je poimenovano po generalu Campbellu, prav tako pa tudi ena od srednjih šol v okrožju, William Campbell Middle and High School.
V poznejših letih je Elizabeth ustanovila metodistično cerkev Madam Russell.